# Marie Bernard
Pour prénom, voir Marie-Bernard.
Marie Bernard (née en 1951) est une compositrice, scénariste, productrice, claviériste et ondiste québécoise.
Elle a notamment composé la Petite suite québécoise, pot pourri mêlant chansons d'artistes québécois tels Gilles Vigneault, Robert Charlebois, Félix Leclerc, et chants traditionnels. Après des études au Conservatoire de musique de Montréal elle a été l'assistante et apprentie de François Dompierre. Elle a ensuite signé la musique de plusieurs émissions pour enfants pour la télévision de Radio-Canada dans les années 1980 et a composé les trames sonores de plusieurs longs-métrages de fiction et documentaires. Elle se consacre désormais à ses propres créations musicales, faisant l'emploi des ondes Martenot.

## Biographie
Interprète et compositrice, elle a été membre du groupe Et Cetera avec son mari Paul Pagé, puis avec Normand Brathwaite et Soupir. On l'entend aux ondes Martenot sur le disque « Les Cinq Saisons » du groupe québécois Harmonium et sur Le Goût de l'eau… et autres chansons naïves de Michel Rivard.
Elle faisait partie du groupe Et Cetera dans les années 1970.
En 1977, elle accompagne Monique Leyrac, en plus de participer aux arrangements sur l'album Monique Leyrac chante Félix Leclerc.

## Filmographie

### comme compositrice
- 1984 : Un amour de quartier (série TV)
- 1988 : Portion d'éternité
- 1990 : Strangers in Good Company
- 1991 : Nelligan
- 1991 : Amoureux fou de Robert Ménard
- 1994 : La Traversée de la nuit
- 1996 : Ce sera pas toujours facile
- 1997 : Tu as crié: Let me go

### comme scénariste
- 1997 : Le Phare

### comme productrice
- 1997 : Le Phare

### comme actrice
- 1991 : Nelligan : la pianiste chez Barry

## Discographie
- 1976 : Et Cetera (sous le nom de Marie Bernard Pagé)
- 1983 : Éclipse[1]
- 1987 : Café Rimbaud
- 1987 : Un trou dans les nuages[2]
- 2012 : Ondes à l'âme